# فیلیپ اودین
فیلیپ اودین (به انگلیسی: Philip Odeen) (زاده ۱۹۳۲) کارآفرین، اقتصاددان و مدیر اجرایی آمریکایی است، که در حال حاضر به‌عنوان رییس هیئت مدیره شرکت ای‌یی‌اس فعالیت می‌کند. وی عضو هیئت مدیره شرکت‌های نورتروپ گرومن، آویا و بوز آلن همیلتون نیز می‌باشد.